# Římskokatolická farnost Libošovice
Římskokatolická farnost Libošovice (lat. Liboschovicium, něm. Liboschowic) je církevní správní jednotka sdružující římské katolíky na území obce Libošovice a v jejím okolí. Organizačně spadá do turnovského vikariátu, který je jedním z 10 vikariátů litoměřické diecéze.

## Historie farnosti
Stará farnost existovala již před rokem 1384. Později se stala plebánií. Po reformaci bylo území farnosti přidáno k sobotecké farnosti. Od roku 1787 byla v místě zřízena lokálie. Matriky jsou vedeny od roku 1787. Kanonicky se tato lokálie stala opět farností od roku 1861.

### Duchovní správcové vedoucí farnost
Začátek působnosti jmenovaného v duchovní správě farnosti od:
- 1355   Ochard
- Vitus, † 1361
- 1361   Guilelmus
- 1361   Joannes
- 1380   Sebestianus
- 1395   Wenceslaus
- 1405   Wenceslaus
- 1411   Joannes
- 1436   Philippus
- 1787   cap. loc. Jos. Kaspar, † 6. 4. 1811
- 1812   cap. loc. vacat
- 1813   cap. loc. Jos. Horak, n. 16. 3. 1782 Hidonovicens., o. 8. 9. 1805
- 1825   cap. loc. Joann. Kollator, n. 16. 5. 1790 Weisswasser., o. 28. 8. 1812
- 1841   cap. loc. Anton. Kles, n. 7. 6. 1802 Neobolesl., o. 27. 8. 1825, † 14. 5. 1866
- 1851   cap. loc. vacat, admin. int. Anton. Učjk
- 1852   cap. loc. Anton. Učjk, n. 12. 10. 1808 Hautkov., o. 4. 8. 1834
- 1862   proto-par. (prvo-farář) Anton. Učjk, n. 12. 10. 1808 Hautkov., o. 4. 8. 1834, † 25. 9. 1871
- 1867   par. vacat, admin. int. Adalbert. Beitler
- 1868   Adalb. Beitler, n. 6. 8. 1831 Podol., o. 25. 7. 1856, † 19. 7. 1886
- 1873   Joann. Rutta, n. 7. 12. 1839 Běla, o. 29. 7. 1863, † 21. 5. 1895
- 1884   par. vacat, admin. int. Joann. Folprecht
- 1885   Joann. Folprecht, n. 31. 1. 1829 Rakov, o. 25. 7. 1855, † 1. 2. 1896
- 1897   Franc. Kollátor, n. 24. 4. 1864 Hoření Bousov, o. 25. 3. 1888, † 22. 12. 1941
- 1904   par. vacat, admin. inter. Franc. Effler
- 1905   Franc. Effler, n. 1. 2. 1866 Plužná, o. 24. 5. 1891
- 1. 1.   1941   Franc. Vencl, n. 2. 1. 1881 Libáň, o. 15. 7. 1906, † 22. 8. 1944
- 23. 8. 1944   par. vacat, admin. František Klapuch
- 1. 8.  1945    Josef Vavrečka
- 1. 8.  1946    František Klapuch
- 10. 9. 1950   Josef Slavík
- 9. 4.  1951    Josef Kaňovský
- 1. 5.  1951  František Klapuch
- 1. 6.  1951   Jan Vraštil
- 1. 11. 1952  František Klapuch
- 1. 9.  1954    Stanislav Šlapák
- 5. 11. 1954   Josef Jíran
- 1. 5.  1956    Mojmír Melan
- 1. 6.  1965    Vlastimil Punčochář
- 15. 8. 1969   František Vítek
- 1. 12. 1980   Petr Němec SDB
- 15. 7. 1990   Zdeněk Maryška,[3] admin. exc. ze Sobotky
- 1. 10. 2017 Pavel Michalec, admin. exc. ze Sobotky
- 1. 5. 2021 Tomasz Dziedzic, admin. exc. z Rovenska pod Troskami
- 1. 8. 2021 Václav Novák, admin. exc. ze Sobotky[4]

## Území farnosti
Do farnosti náleží území obce:
- Dobšice
- Dobšín
- Hůra
- Libošovice
- Malá Lhota
- Malechovice
- Meziluží
- Podkost
- Rytířova Lhota

## Římskokatolické sakrální stavby a místa kultu na území farnosti
| | Fotografie | Stavba             | Místo      | Bohoslužby                      | Zeměpisné souřadnice            | Status        | Číslo kulturní památky                       |
| Kostel | Kostel     | Kostel             | Kostel     | Kostel                          | Kostel                          | Kostel        | Kostel                                       |
| --- | ---------- | ------------------ | ---------- | ------------------------------- | ------------------------------- | ------------- | -------------------------------------------- |
| 1. |            | Kostel sv. Prokopa | Libošovice | bližší informace o bohoslužbách | 50°29′32″ s. š., 15°9′45″ v. d. | farní kostel  | 16520/6-1243 (Pk•MIS•Sez•Obr•WD) (Q24352661) |
| Kaple |            |                    |            |                                 |                                 |               |                                              |
| 2. |            | Kaple sv. Anny     | Kost       | bližší informace o bohoslužbách |                                 | zámecká kaple | —                                            |
| Některé drobné sakrální stavby a pamětihodnosti lze dohledat zde v databázi Drobné sakrální památky Zaniklé sakrální stavby lze dohledat zde v databázi Poškozené a zničené kostely, kaple a synagogy v České republice |            |                    |            |                                 |                                 |               |                                              |

Ve farnosti se mohou nacházet i další drobné sakrální stavby, místa římskokatolického kultu a pamětihodnosti, které neobsahuje tato tabulka.

## Příslušnost k farnímu obvodu
Z důvodu efektivity duchovní správy byl vytvořen farní obvod (kolatura) farnosti Sobotka, jehož součástí je i farnost Libošovice, která je tak spravována excurrendo.

## Galerie

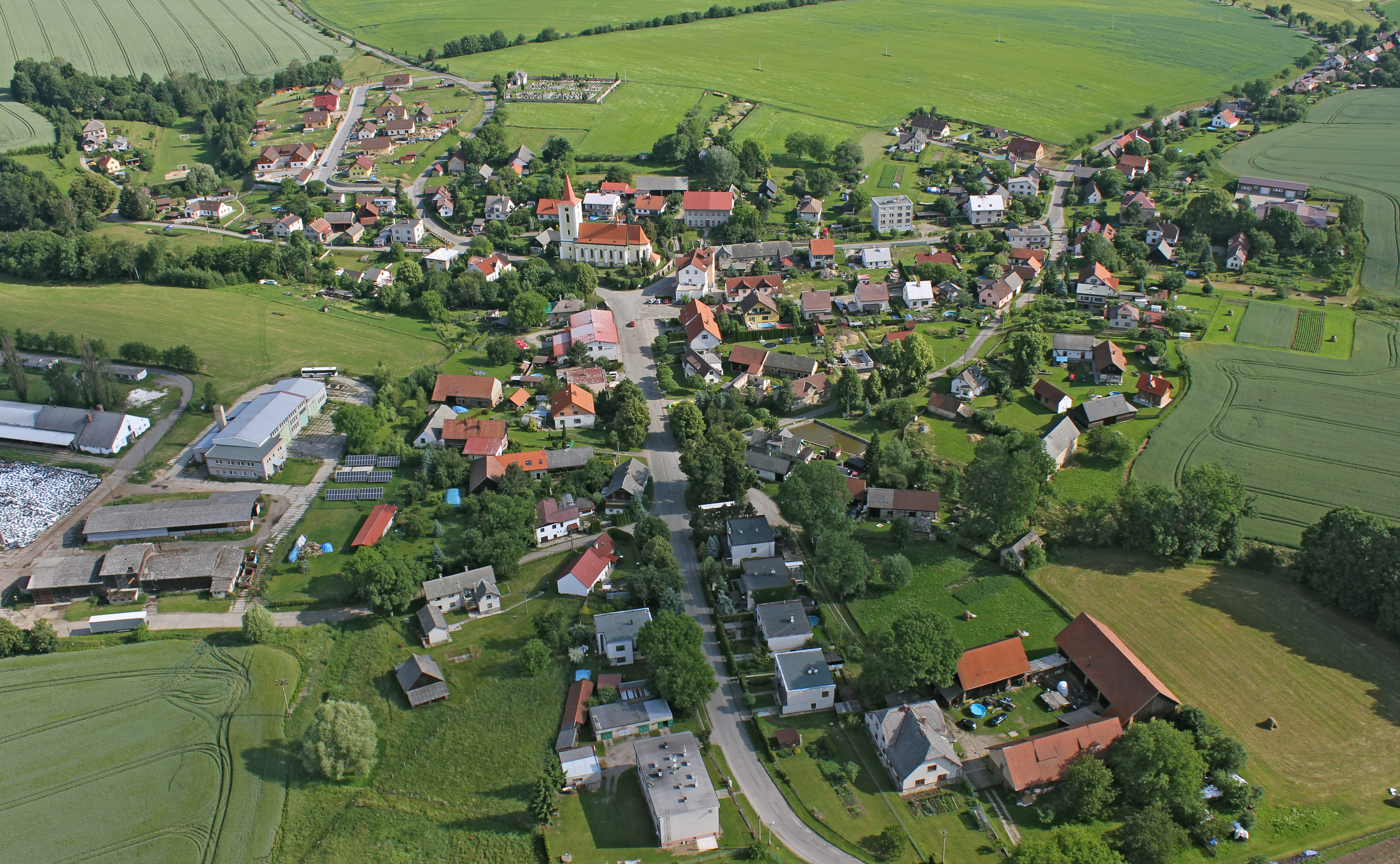
Letecký pohled na Libošovice s kostelem sv. Prokopa